# ベイベーばあちゃん
『ベイベーばあちゃん』は、NHK教育テレビ『天才てれびくんワイド』内で放送された日本のテレビアニメ。
2002年4月8日に放送開始し、7月11日まで44分放送（当時）のうち5分間、毎週月曜日から木曜日に放送（ただし5月13日から5月23日までの日間は放送されなかった）。9月からは毎週水曜日のみの放送となり、12月4日まで一週間分17分間を放送した（ただし、9月4日、9月25日、10月30日は放送されなかった）。全53話（17分版で20回）。DVDも発売されている。

## ストーリー
神宮寺亜美歌は、アイドルを目指す小学5年生。ある日、おばあちゃんの神宮寺ウメが亡くなったという知らせを聞く。おばあちゃんは礼儀に厳しい人で亜美歌は時に反発していたが、「もう少し優しくしてやれば良かったかなあ?」と後悔する。
数日後、亜美歌に待望の妹、小梅が生まれるが、その小梅に死んだはずのおばあちゃんが憑依してしまった。おばあちゃんはどうやら、亜美歌に「THE PERFECT JINGUJIコンテスト」に出場し、優勝して自分の財産を継いでもらうために戻ってきたらしい。
しかし、亜美歌はアイドルになりたいので、コンテストに興味はない。亜美歌はおばあちゃんの言うことを聞かず、コンテストに出場する気はなかった。しかし、金々寺欲江の麗し島レジャー化計画を知り、コンテストに出場することを決意。

## キーワード
麗わし島（うるわしとう）
おばあちゃんが所有する非常に自然に恵まれている島である。
島主はおばあちゃんだったが亡くなったためコンテストを開催して、優勝者に全財産を与えることにした。
THE PERFECT JINGUJIコンテスト
麗わし島の島主を決定するためのコンテスト。優勝すると、島と財産が手に入る。
コンテスト予選時、全く出る気がない亜美歌だが、親戚の伊織や真雪は「亜美歌はコンテストに出る」と思いこみ、結局無理矢理出場するハメになってしまう。「ワザと負ければいい」と思っていた亜美歌だったが、まさかの本戦進出が決定する。さらに、友達の亜紀から、「プロデュースのオーディションの最終選考に残った」という知らせを受け船で帰ろうとしたが、この時欲江のレジャーランド計画（詳細は下記）の事を知った亜美歌は、島の自然が壊されていくのが嫌だと感じ、オーディション辞退とコンテスト優勝を決意する。
HIDEKIプロデュースオーディション
亜美歌が好きなアイドル、その名も「HIDEKI」。
そのHIDEKIが主催するオーディションに亜美歌が応募した。1次選考は書類選考。どの顔写真で出そうかと考えているうちに、おばあちゃんが勝手に失敗作の顔写真を貼り付けてしまう。亜美歌は知らずにそのまま応募してしまう。しかし、それが逆にHIDEKIに気に入られ合格する。2次予選は面接。そこでもばあちゃんが邪魔するが、結局合格してしまう。
なお、「HIDEKI」とは西城秀樹のことであり、実際に西城秀樹が本作の挿入歌も歌った。
レジャーランド建設計画
島主が亡くなり、自分が新しい島主になろうとしている亜美歌の親戚、金々寺欲江（きんこんじ よしえ）が企んでいる計画。
欲江は、麗わし島の森林を伐採し、レジャーランドを建設し大儲けをしようと企んでいた。コンテスト出場者全員を買収し、誰が優勝しても島は自分の物になるように行動を開始した。亜美歌にも買収しようとしたが、「コンテストには出ない!!」と強く言われ、買収しなかった。しかし、会場に亜美歌の姿を目撃した欲江は、亜美歌を優勝させないために色々邪魔をするが、結局全て失敗に終わる。

## キャラクター

### 主なキャラクター
神宮寺 亜美歌（じんぐうじ あみか）
声 - ふじのほのか
本作の主人公。11歳の小学5年生。将来はアイドル志望。当初はコンテスト出場を固く拒んでいたが、結局は島を守るために出場し優勝する。
神宮寺 小梅（じんぐうじ こうめ）
声 - 山本圭子 / 魂が入った姿 - 佐藤智恵
亜美歌の妹だが、おばあちゃんの魂が乗り移ってしまう。亜美歌に島の未来を託すために知恵と工夫を授けながら、彼女以外の人の前では普通の赤ちゃんとして振る舞う。亜美歌がコンテストに優勝した時は「もう何も教える必要はない」と成仏した。
神宮寺 温子（じんぐうじ あつこ）
声 - 住友七絵
亜美歌の母親。優しく、時には厳しく亜美歌を見守っている。
神宮寺 英樹（じんぐうじ えいき）
声 - 神谷浩史
亜美歌の父親。独身時代は弁当屋で働いており、当時は何かにつけて弁当を作り、その写真をアルバムに収めている。
浜崎 純也（はまさき じゅんや）
声 - 菅沼久義
亜美歌と美夏が惚れている格好いい男の子。
高橋 美夏（たかはし みなつ）
声 - 岡嶋妙
亜美歌のライバル。あゆみ（声-御崎朱美）とえり（声-白河みき）と行動を共にしながら亜美歌に絡んでくることが多い。オーディション最終選考まで残るが、不合格に終わる。
玄さん（げんさん）
声 - 田中一成
亜美歌の学校の用務員。おばあちゃんの初恋相手。
ロザリー
声 - 高戸靖広
亜美歌からコンテスト出場権を奪うために突然現れた謎の男。常に女装している。クイズを出題して亜美歌と対決するが、亜美歌に正解されて逃げるのが毎回のオチ。後に、「コンテスト出場は、神宮寺家の血を引き継ぐ者だけに限る」と分かり、ショックを受ける。
よしこ
声 - 御崎朱美
ロザリーのペットのネコ。

### 亜美歌の親戚の人々
よねさん
声 - 佐藤智恵
おばあちゃんの実家に住んでいるお手伝いさん。小梅がおばあちゃんである事に気付いていた数少ない人。
神宮寺 真雪（じんぐうじ まゆき）
声 - 塩山由佳
亜美歌の親戚。おっとりした純和風の少女。
神宮寺 うめ（じんぐうじ うめ）
声 - 山本圭子
亜美歌の祖母、病気で急逝するが死後、小梅に乗り移る。物語のラストで、亜美歌がアイドルを目指す事そのものに反対していたわけではなく、コンテストに優勝して島と財産を引き継ぎ守るのであればアイドルになっても構わないと考えていたことが明かされる。
無道寺 伊織（むどうじ いおり）
声 - 柳井久代
子供の頃、亜美歌と真雪とよく遊んだ人。真雪曰く「武者修行」に励んでいる。おばあちゃんから剣道、柔道、合気道などを教わっていた。
太陽（たいよう）
声 - 菅沼久義
よねさんの孫。顔は純也と似ているが、性格は最悪。
金々寺 欲江（きんこんじ よしえ）
声 - 松岡美佳
亜美歌の親戚。麗わし島にレジャーランド建設を企む張本人。亜美歌の優勝後もなにかとしつこい。

### コンテスト出場者
神宮寺 学美（じんぐうじ まなみ）
声 - 池田千草
本戦までパソコンを使って順調に勝ち上がってきた。決勝戦で亜美歌に敗れるが、亜美歌に最後にかばわれる。
玉鋸寺 美練（たまのこし みれん）
声 - 不明
マダムのような性格の女の子。楽々と3回戦まで勝ち進む。
消灯寺 闇世（しょうとうじ やみよ）
声 - 不明
暗い性格であるらしく、いつも不気味に笑っている。強運で2回戦まで進む。
清泉寺 歩絵美（しょうせんじ ぽえみ）
声 - 不明
ポエムが好きな少女。本戦1回戦で敗退。

## 主題歌
オープニングテーマ「Everybody〜地図のない旅」
作詞 - Honoka（ふじのほのか） / 作曲 - 黒石ひとみ / 歌 - ふじのほのか
エンディングテーマ「Everybody Dance」
作詞 - 有森聡美 / 作曲 - 長谷川智樹 / 歌 - 西城秀樹（ビデオソフト版で使用）

## スタッフ
- 原作 - JINCO
- 企画 - 横濱豊行、沼田篤志
- 演出 - 川上修司
- 脚本 - 渡辺勝彦
- アニメーションキャラクターデザイン - 阪口英昭
- 美術監督 - 白石洋
- 音響監督 - 赤間明吉
- 編集 - 小深田真次
- プロダクションマネージャー - 山本浩子、薄葉聖子
- 音楽プロデューサー - 山崎英樹
- 制作プロデューサー - 藤井秀男
- アニメーション制作 - アーガイル[1]
- 制作 - オメガ・プロジェクト株式会社
- 製作 - ベイベーばあちゃん製作委員会（バンダイ、バンダイビジュアル、オメガ・プロジェクト、NHKエンタープライズ）

## 各話リスト
| 話数 | サブタイトル                            | 放送日        |
| ---- | --------------------------------------- | ------------- |
| 1    | おばあちゃんが亡くなった!?              | 2002年 4月8日 |
| 2    | ヘンな親戚                              | 4月9日        |
| 3    | コンテストってなに?                     | 4月10日       |
| 4    | おばあちゃんが帰ってきた!?              | 4月11日       |
| 5    | 本当におばあちゃん?                     | 4月15日       |
| 6    | おばあちゃんの気持ち                    | 4月16日       |
| 7    | 亜美歌の悩み                            | 4月17日       |
| 8    | 亜美歌危機一髪!!                        | 4月18日       |
| 9    | おばあちゃんの秘密兵器                  | 4月22日       |
| 10   | チョロッピー登場!                       | 4月23日       |
| 11   | 縫い物の知恵                            | 4月24日       |
| 12   | 私が原始人!?                            | 4月25日       |
| 13   | 不気味な2人                             | 4月29日       |
| 14   | ロザリーとよし子                        | 4月30日       |
| 15   | 靴と10円玉                              | 5月1日        |
| 16   | 逆襲の亜美歌                            | 5月2日        |
| 17   | 亜美歌の長い一日                        | 5月27日       |
| 18   | いざ!出陣!!                             | 5月28日       |
| 19   | Go!Go!ショッピング!!                    | 5月29日       |
| 20   | カレーなる挑戦                          | 5月30日       |
| 21   | HIDEKIのコンサート                      | 6月3日        |
| 22   | チケットはどこ?                         | 6月4日        |
| 23   | ロザリー再び                            | 6月5日        |
| 24   | 一文字違いで大違い                      | 6月6日        |
| 25   | チョロッピーが盗まれた!?                | 6月17日       |
| 26   | 名探偵おばあちゃん                      | 6月18日       |
| 27   | チョロッピーを捜せ                      | 6月19日       |
| 28   | チョロッピー大活躍                      | 6月20日       |
| 29   | 玄さんってどんな人？                    | 6月24日       |
| 30   | 玄さんの探し物                          | 6月25日       |
| 31   | 純也君とデート♡                         | 6月26日       |
| 32   | おばあちゃんの恋                        | 6月27日       |
| 33   | 授業参観で大騒ぎ！                      | 7月1日        |
| 34   | オーディションに応募するのだ！          | 7月2日        |
| 35   | テストの結果にビックリ                  | 7月3日        |
| 36   | 一次審査合格!?                          | 7月4日        |
| 37   | 突入!夏休み!                            | 7月8日        |
| 38   | 立ち入り禁止の森の中                    | 7月9日        |
| 39   | 不思議な森の熊さん                      | 7月10日       |
| 40   | おばあちゃんの謎 島の謎                 | 7月11日       |
| 41   | 親戚大集合                              | 9月2日        |
| 42   | 夏休みの宿題                            | 9月3日        |
| 43   | 宝の地図                                | 9月4日        |
| 44   | 新学期                                  | 9月5日        |
| 45   | ★ドキドキ★フリーマーケット!             | 9月11日       |
| 46   | 2次オーディションなのだ!!               | 9月18日       |
| 47   | 巻き物の謎 島の謎                       | 10月9日       |
| 48   | 鳥の巣立ち                              | 10月16日      |
| 49   | ザ・パーフェクトJINGUJIコンテスト開始！ | 10月23日      |
| 50   | 森の秘密を探れ                          | 11月13日      |
| 51   | 麗島の秘密                              | 11月20日      |
| 52   | コンテスト本戦                          | 11月27日      |
| 53   | おばあちゃんの島は誰の物に              | 12月4日       |